# Manasses (syn Chaszuma)
Manasses – syn biblijnego Chaszuma, wspominany w Księdze Ezdrasza (por. Ezd 10,33 ). Żona Manassesa nie była Żydówką (por. Ezd 10,44 ).